# Lijst van voetbalinterlands Bangladesh - Tadzjikistan
Deze lijst van voetbalinterlands is een overzicht van alle officiële voetbalinterlands tussen de nationale teams van Bangladesh en Tadzjikistan. De landen hebben tot nu toe tien keer tegen elkaar gespeeld. De eerste ontmoeting, een kwalificatiewedstrijd voor het Wereldkampioenschap voetbal 2006, was op 26 november 2003 in Dhaka. De laatste wedstrijd, een kwalificatiewedstrijd voor de Azië Cup 2019, vond plaats op 7 juni 2016 in de Bengaalse hoofdstad.

## Wedstrijden
| №  | Plaats    | Datum            | Competitie                 | Wedstrijd                 | Uitslag |
| -- | --------- | ---------------- | -------------------------- | ------------------------- | ------- |
| 1  | Dhaka     | 26 november 2003 | WK 2006 kwalificatie       | Bangladesh − Tadzjikistan | 0 − 2   |
| 2  | Doesjanbe | 30 november 2003 | WK 2006 kwalificatie       | Tadzjikistan − Bangladesh | 2 − 0   |
| 3  | Dhaka     | 10 april 2006    | AFC Challenge Cup 2006     | Tadzjikistan − Bangladesh | 6 − 1   |
| 4  | Dhaka     | 8 oktober 2007   | WK 2010 kwalificatie       | Bangladesh − Tadzjikistan | 1 − 1   |
| 5  | Doesjanbe | 28 oktober 2007  | WK 2010 kwalificatie       | Tadzjikistan − Bangladesh | 5 − 0   |
| 6  | Colombo   | 16 februari 2010 | AFC Challenge Cup 2010     | Tadzjikistan − Bangladesh | 1 − 2   |
| 7  | Dhaka     | 16 juni 2015     | WK 2018 kwalificatie       | Bangladesh − Tadzjikistan | 1 − 1   |
| 8  | Doesjanbe | 12 november 2015 | WK 2018 kwalificatie       | Tadzjikistan − Bangladesh | 5 − 0   |
| 9  | Doesjanbe | 2 juni 2016      | Azië Cup 2019 kwalificatie | Tadzjikistan − Bangladesh | 5 − 0   |
| 10 | Dhaka     | 7 juni 2016      | Azië Cup 2019 kwalificatie | Bangladesh − Tadzjikistan | 0 − 1   |

## Samenvatting
| Competitie            | Totaal gespeeld | Winst Bangladesh | Gelijk | Winst Tadzjikistan | Doelsaldo Bangladesh – Tadzjikistan |
| --------------------- | --------------- | ---------------- | ------ | ------------------ | ----------------------------------- |
| WK-kwalificatie       | 6               | 0                | 2      | 4                  | 2 − 16                              |
| Azië Cup-kwalificatie | 2               | 0                | 0      | 2                  | 0 − 6                               |
| AFC Challenge Cup     | 2               | 1                | 0      | 1                  | 3 − 7                               |
| Totaal                | 10              | 1                | 2      | 7                  | 5 − 29                              |

Wedstrijden bepaald door strafschoppen worden, in lijn met de FIFA, als een gelijkspel gerekend.
BFF · Bengaals vrouwenelftal
Afghanistan ·
Algerije ·
Australië ·
Bahrein ·
Bhutan ·
Bosnië en Herzegovina ·
Burundi ·
Cambodja ·
China ·
Filipijnen ·
Guam ·
Hongkong ·
India ·
Indonesië ·
Iran ·
Japan ·
Jemen ·
Joegoslavië ·
Jordanië ·
Kirgizië ·
Koeweit ·
Laos ·
Libanon ·
Macau ·
Malawi ·
Malediven ·
Maleisië ·
Mongolië ·
Myanmar ·
Nepal ·
Noord-Korea ·
Oezbekistan ·
Oman ·
Pakistan ·
Palestina ·
Qatar ·
Saoedi-Arabië ·
Seychellen ·
Singapore ·
Soedan ·
Sri Lanka ·
Syrië ·
Tadzjikistan ·
Taiwan ·
Thailand ·
Turkmenistan ·
Verenigde Arabische Emiraten ·
Vietnam ·
Zuid-Korea ·
Zuid-Vietnam
TFF · A-internationals · Tadzjieks vrouwenelftal
1994 – 1999 ·
2000 – 2009 ·
2010 – 2019 ·
2020 − 2029
Afghanistan ·
Australië ·
Azerbeidzjan ·
Bahrein ·
Bangladesh ·
Bhutan ·
Brunei ·
Cambodja ·
China ·
Estland ·
Filipijnen ·
Guam ·
Hongkong ·
India ·
Irak ·
Iran ·
Japan ·
Jemen ·
Jordanië ·
Kazachstan ·
Kirgizië ·
Koeweit ·
Libanon ·
Macau ·
Malediven ·
Maleisië ·
Mongolië ·
Myanmar ·
Nepal ·
Noord-Korea ·
Oeganda ·
Oezbekistan ·
Oman ·
Pakistan ·
Palestina ·
Qatar ·
Rusland ·
Saoedi-Arabië ·
Singapore ·
Sri Lanka ·
Syrië ·
Thailand ·
Trinidad en Tobago ·
Turkmenistan ·
Verenigde Arabische Emiraten ·
Vietnam ·
Wit-Rusland ·
Zuid-Korea